# کوسیوو
کوسیوو (به لاتین: Kuseyevo) یک منطقهٔ مسکونی در روسیه است که در باشقیرستان واقع شده‌است.